# La Caillère-Saint-Hilaire
La Caillère-Saint-Hilaire é uma comuna francesa na região administrativa da Pays de la Loire, no departamento de Vendéia. Estende-se por uma área de 15,28 km². Em 2010 a comuna tinha 1 142 habitantes (densidade: 74,7 hab./km²).